# Melocactus bellavistensis
Melocactus bellavistensis ist eine Pflanzenart aus der Gattung Melocactus in der Familie der Kakteengewächse (Cactaceae). Das Artepitheton bellavistensis verweist auf das Vorkommen bei Bellavista in der peruanischen Region Amazonas.

## Beschreibung
Melocactus bellavistensis wächst mit glänzend dunkelgrünen, niedergedrückt kugelförmigen bis etwas verlängerten und konischen Trieben, die bei Durchmessern von 8 bis 25 Zentimeter Wuchshöhen von 6 bis 25 Zentimeter erreichen. Es sind neun bis 18 scharfkantige, durch gerade Furchen getrennte Rippen vorhanden. Die Areolen  sind in den Einkerbungen der Rippen eingesenkt. Die unterschiedlich kräftigen, in der Regel abwärts gebogenen Dornen sind weißlich bis rötlich gelb und grau übertönt. Die Mitteldornen fehlen oder es sind ein bis drei, manchmal unauffällige, 0,1 bis 1,7 Zentimeter lange, vorhanden. Es sind sechs bis zwölf Randdornen vorhanden, die eine Länge bis zu 2,5 Zentimeter aufweisen. Die untersten von ihnen sind am längsten, die oberen sind 1 bis 8 Millimeter lang. Das aus cremeweißer Wolle und herausragenden, rötlichen Borsten bestehende Cephalium wird bis zu 15 Zentimeter hoch und erreicht Durchmesser von 6 bis 10 Zentimeter.
Die tiefrosafarbenen Blüten sind 1,8 bis 2,6 Zentimeter lang und weisen Durchmesser von 0,5 bis 1 Zentimeter auf. Die roten Früchte erreichen eine Länge von 1,5 bis 2,9 Zentimeter.

## Verbreitung, Systematik und Gefährdung
Melocactus bellavistensis ist im Süden Ecuadors und im Norden Perus verbreitet.
Die Erstbeschreibung erfolgte 1957 durch Werner Rauh und Curt Backeberg.
Es werden folgende Unterarten unterschieden:
- Melocactus bellavistensis subsp. bellavistensis
- Melocactus bellavistensis subsp. onychacanthus (F.Ritter) N.P.Taylor

In der Roten Liste gefährdeter Arten der IUCN wird die Art als „Data Deficient (DD)“, d. h. mit keinen ausreichenden Daten geführt.

## Nachweise